# Seznam čilenskih igralcev
Seznam čilenskih igralcev.

## A
- Herval Abreu
- Javiera Acevedo
- Úrsula Achterberg
- Ignacio Achurra
- Patricio Achurra
- Tamara Acosta
- Catalina Aguayo
- Héctor Aguilar
- Gabriela Aguilera
- Vanessa Aguilera
- Zulema Ahumada
- Fernando Alarcón
- Luis Alarcón
- Francisco Albornoz
- Daniel Alcaíno
- Juan Alcayaga
- Sigrid Alegría
- Ignacia Allamand
- Alfredo Allende
- Marcelo Alonso
- Soledad Alonso
- Felipe Álvarez
- Jorge Álvarez
- Iván Álvarez de Araya
- Dayana Amigo
- Natalia Aragonese
- Loreto Aravena
- Freddy Araya
- Loreto Araya-Ayala
- Raquel Argandoña
- Noelia Arias
- Felipe Armas
- Sebastián Arrau
- Carolina Arredondo
- César Arredondo
- Claudio Arredondo
- Carolina Arregui
- Maricarmen Arrigorriaga
- Cristián Arriagada
- Jaime Artus
- Pablo Ausensi
- Sebastián Ayala
- Jaime Azócar
- Chicho Azúa

## B
- Ignacia Baeza
- Carlos Balart
- Javier Baldassari
- Pedro de la Barra
- Alicia Barrié
- Eduardo Barril
- Carmen Barros
- Begoña Basauri
- Paz Bascuñán
- Juan Pablo Bastidas
- Rodrigo Bastidas
- Schlomit Baytelman
- María José Bello
- Ernesto Belloni
- Nicolás Belmar
- Gloria Benavides
- Arnaldo Berríos
- Bastián Bodenhöfer
- Damián Bodenhöfer
- Maira Bodenhöfer
- Miranda Bodenhöfer
- José Bohr
- Cecilia Bolocco
- Graciela Bon
- Catalina Bono
- Lorena Bosch
- Jorge Boudon
- Susana Bouquet
- Felipe Braun
- Carmen Bravo Osuna
- Renata Bravo
- Rodolfo Bravo
- Heidrun Breier
- Carmen Gloria Bresky
- Carolina Brethauer
- Nelson Brodt
- Nicolás Brown
- Guillermo Bruce
- Edgardo Bruna
- Paulo Brunetti
- Carmen Bunster
- Juan Claudio Burgos Droguett
- Claudia Burr

## C
- Antonio Campos
- Cristián Campos
- Pedro Campos
- Diego Casanueva
- Alfredo Castro
- Bélgica Castro
- Otilio Castro
- Pablo Cerda
- Javiera Contador
- Patricio Contreras
- Tiago Correa
- Hugo Covarrubias (filmski režiser, animator)

## D
- Cristián de la Fuente
- Claudia Di Girólamo
- Mariana Di Girólamo
- María Elena Duvauchelle

## F
- Carolina Fadic
- Fernando Farías
- Alejandra Fosalba

## G
- Paulina García
- Francisca García-Huidobro
- Luis Gnecco
- Fernando Godoy
- Mónica Godoy
- Coca Guazzini
- Delfina Guzmán

## H
- Alejandra Herrera
- Consuelo Holzapfel
- Katyna Huberman
- Ximena Huilipán

## I
- Francisca Imboden
- Ingrid Isensee

## J
- Alejandro Jodorowsky
- Julio Jung
- Julio Jung Duvauchelle

## K
- Anita Klesky
- Fedora Kliwadenko
- Katty Kowaleczko
- Pablo Krögh
- Aline Kuppenheim

## L
- Fernando Larraín
- Pablo Larraín (filmski režiser)
- Gloria Laso
- Sebastián Layseca
- Sebastián Lelio (filmski režiser)
- Ariel Levy
- Blanca Lewin
- Francisca Lewin

## M
- Alison Mandel
- Álvaro Morales
- Gloria Münchmeyer
- Daniel Muñoz
- Diego Muñoz

## N
- Amparo Noguera
- Emilia Noguera
- Héctor Noguera

## O
- María Gracia Omegna

## P
- Justin Page
- Myriam Palacios
- Erto Pantoja
- Carolina Paulsen
- Eduardo Paxeco
- Francisco Pérez-Bannen

## Q
- Boris Quercia

## R
- Celine Reymond
- Cristián Riquelme
- Mayte Rodríguez
- Liliana Ross
- Raúl Ruiz (filmski režiser)

## S
- Augusto Schuster
- María Elena Swett

## T
- Cristóbal Tapia Montt
- Santiago Tupper

## U
- Jael Unger
- Fernanda Urrejola
- Isidora Urrejola
- Paulina Urrutia
- Íñigo Urrutia

## V
- Adriana Vacarezza
- Jaime Vadell
- Luz Valdivieso
- Gonzalo Valenzuela
- Leonor Varela
- Valentina Vargas
- Benjamín Vicuña

## Y
- Luz María Yacometti
- Aranzazú Yankovic
- Paz Yrarrázabal

## Z
- Jorge Zabaleta
- Marko Zaror
- Antonia Zegers
- Alex Zisis
- Elisa Zulueta
- Paula Zúñiga